# Златоустовская улица (Киев)
Златоу́стовская у́лица — улица в Шевченковском районе города Киева. Пролегает от Галицкой площади до улицы Вячеслава Черновола.
К Златоустовской улице примыкают Павловская, Речная и Полтавская улицы.

## История
Златоустовская улица возникла в 1830-х годах XIX столетия под названием За́городная. В 1869 году получила нынешнее название — от церкви Иоанна Златоуста (так называемая «Железная церковь»), что была расположена на территории нынешней площади Победы (уничтожена в 1934 году). В 1926—2002 годах имела название у́лица Волода́рского, в честь советского партийного деятеля В. Володарского.
До 1985 года Златоустовская улица пролегала до улицы Леонида Глебова.

## Застройка

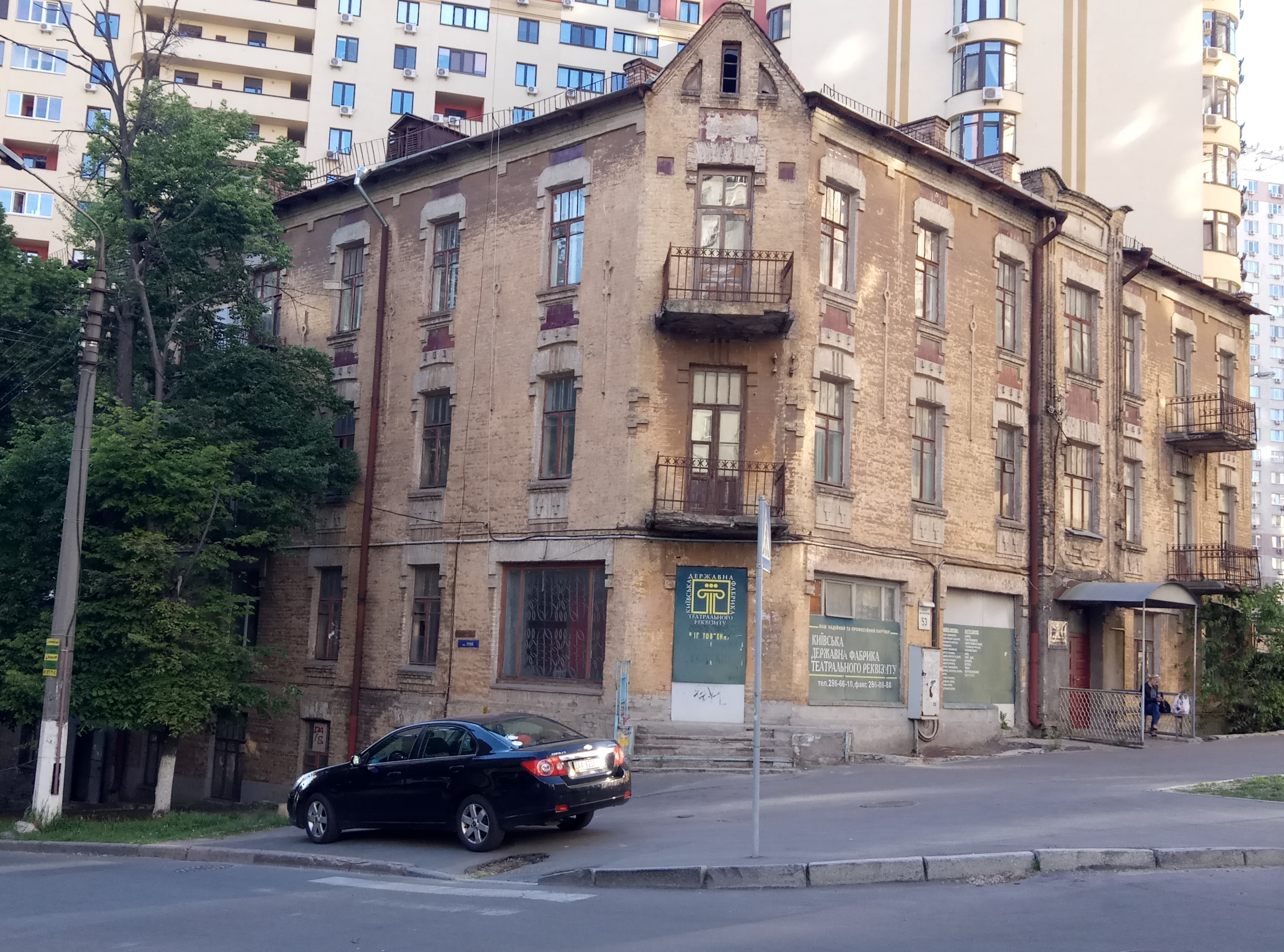
Златоустовская, 53 — одно из немногих сохранившихся на улице зданий старой застройки

Застройка местности сложилась в 1830-х годах — тут было селение отставных военных, которое так и назвали Солдатская слободка. Из-за частной малоэтажной застройки улица по городскому расписанию принадлежала к 4-му разряду. Во второй половине XIX столетия тут начали возводиться кирпичные или смешанные доходные дома, и в 1914 году улица была повышена частично до 1-го, частично до 2-го разряда.
Старинная застройка сохранилась частично. Это дома № 2/4, 14, 28, 35, 53. Улица преимущественно застроена кирпичными пятиэтажками 1950-х — 1960-х годов и современными многоэтажными зданиями 1970-х — 2000-х годов.

## Важные учреждения
- Библиотека № 149 Шевченковского района (дом № 2/4)
- Визовый отдел посольства Германии (дом № 37/39)
- Киевская государственная фабрика театрального реквизита (дом № 53)

## Транспорт
Ближайшие станции метро: «Вокзальная», «Университет», «Лукьяновская».

## Почтовый индекс
01135